# 하남면
하남면(下南面)은 대한민국 강원특별자치도 화천군의 면이다. 면적은 2016년 기준으로 118.59 km2이다. 이 지역은 과거 하서면(下西面)이었고, 북한강(화천강) 건너편의 위라리, 거례리, 용암리만은 남면(南面)이었다.

## 행정 구역
| 법정리   | 한자명   | 행정리           | 비고            |
| -------- | -------- | ---------------- | --------------- |
| 거례리   | 居禮里   | 거례리           |                 |
| 계성리   | 啓星里   | 계성리           |                 |
| 논미리   | 論味里   | 논미1리, 논미2리 |                 |
| 삼화리   | 三和里   | 삼화리           |                 |
| 서오지리 | 鋤吾芝里 | 서오지리         |                 |
| 안평리   | 安坪里   | 안평리           |                 |
| 용암리   | 龍岩里   | 용암리           |                 |
| 원천리   | 原川里   | 원천1리, 원천2리 | 면사무소 소재지 |
| 위라리   | 位羅里   | 위라리           |                 |

## 학교
- 원천초등학교
- 용암초등학교
- 화천중학교
- 화천고등학교